# ستيفان ماتيو
ستيفان ماتيو (بالألمانية: Stephan Mathieu)‏ هو ملحن ألماني، ولد في 11 أكتوبر 1967 في ساربروكن في ألمانيا.

## وصلات خارجية
- الموقع الرسمي
- ستيفان ماتيو على موقع IMDb (الإنجليزية)
- ستيفان ماتيو على موقع ميوزك برينز (الإنجليزية)
- ستيفان ماتيو على موقع أول ميوزيك (الإنجليزية)
- ستيفان ماتيو على موقع ديسكوغز (الإنجليزية)